# Чолаши
Чолаши (груз. ჭოლაში) — село в Грузии, на территории Местийского муниципалитета края (мхаре) Самегрело-Верхняя Сванетия.

## География
Село находится в северо-западной части Грузии, на правом берегу реки Мулхура (бассейн Ингури), на расстоянии приблизительно 7 километров (по прямой) к востоку от посёлка городского типа Местиа, административного центра муниципалитета. Абсолютная высота — 1571 метр над уровнем моря.

## Население
По результатам официальной переписи населения 2014 года в Чолаши проживало 132 человека (73 мужчины и 59 женщин). В национальной структуре населения грузины составляли 100 %.
| Год  | Население, человек |
| ---- | ------------------ |
| 2002 | 179                |
| 2014 | ↘ 132              |